# Sarah Cracknell
Sarah Cracknell, född 12 april 1967 i Chelmsford i Essex är en engelsk sångare. Hon är mest känd som sångerska i det London-baserade pop-bandet Saint Etienne.

## Karriär
Efter att Saint Etienne hade släppt sin debutsingel "Only Love Can Break You Heart", med Moira Lambert bakom mikrofonen, och uppföljaren "Kiss And Make Up" med Donna Savage, blev Sarah Cracknell sångerska på nästa singel, "Nothing Can Stop Us". Kemin med de övriga i bandet stämde så bra att hon blev kvar från sin debut 1991. Hon är fortfarande bandets sångerska och turnerar flitigt, bland annat i Sverige, till exempel på Babel i Malmö och Hornstull Strand i Stockholm i maj 2011.
Vid sidan av Saint Etienne har Sarah spelat in material både på egen hand (debutsingeln Love Is All You Need (1987) och albumet Lipslide (1997)) och i samarbete med andra artister som Xploding Plastix, The 6ths och Marc Almond. Å den mer obskyra sidan gavs det även ut en tolva med "Inter Nation featuring Sarah Jane" 1990 där Sarah Jane är Cracknell.

## Diskografi

### Albums
- Lipslide (1997, 2000)

### EP
- Kelly's Locker EP (2000)

### Singlar
- "Love Is All You Need" / "Coastal Town"
- "Coastal Town" (12 inch single)
- "Anymore" (2 X CD single)
- "Goldie"
- "Desert Baby"
- "The Journey Continues" (Mark Brown featuring Sarah Cracknell)